# Epiblema cnicicolana
Epiblema cnicicolana es una especie de polilla del género Epiblema, familia Tortricidae.
Fue descrita científicamente por Zeller en 1847.

## Distribución
Se encuentra en Reino Unido.